# HSC Montpellier
Der Montpellier Hérault Sport Club ist ein französischer Fußballverein aus der Stadt Montpellier im südfranzösischen Département Hérault.

## Geschichte
Gegründet wurde der Verein 1919 unter dem Namen Stade Olympique Montpelliérain. Diesen Namen trug er bis 1926, dann wieder 1937–1941 sowie 1945–1969. Dazwischen hieß er Sports Olympiques Montpelliérains bzw. US Olympique de Montpellier. 1969 wurde der Verein aufgelöst. Die anschließende Neugründung hieß Montpellier-Littoral FC, ab 1974 infolge einer Fusion Montpellier La Paillade SC; seit 1989 trägt der Verein seinen derzeitigen Namen. Die heutigen Vereinsfarben sind Dunkelblau und Orange; die Ligamannschaft spielt im Stade de la Mosson, das 32.500 Zuschauern Platz bietet.
2009 übernahm der ehemalige französische Jugendnationaltrainer René Girard den Erstligaaufsteiger und er führte den MHSC prompt auf einen Europa-League-Qualifikationsplatz. Dort scheiterte das Team jedoch bereits in der dritten Qualifikationsrunde nach Elfmeterschießen an Győri ETO FC. Nachdem der Klub 2010/11 nur knapp dem Abstieg entgangen war, wuchs die Elf 2011/12 um Spieler wie Giroud, Belhanda und Yanga-Mbiwa weiter zusammen und spielte von Beginn an um die Tabellenspitze mit, woraus sich ein Zweikampf mit Paris Saint-Germain entwickelte. Am 29. Spieltag übernahm Montpellier die Führung und gab diese bis zum Saisonende nicht mehr ab, beendete auch sein wegen Zuschauerausschreitungen mehrfach unterbrochenes letztes Spiel bei der AJ Auxerre siegreich und gewann so den ersten Meistertitel der Vereinsgeschichte. Die Männer hatten 1929 und 1990 bereits zweimal den Landespokal gewonnen. Für den Kolumnisten Jean-Michel Larqué war dies insbesondere der Arbeit von Trainer Girard zu verdanken, für den dies zudem eine „späte Revanche“ für seinen „Hinauswurf“ 2008 durch den französischen Verband darstellte.
Vereinspräsident war seit 1974 Louis Nicollin, dessen Unternehmen der Verein gehört, und der das Amt 2017, kurz vor seinem Tod, an seinen Sohn Laurent weiterreichte. Die erste Mannschaft wird seit Juli 2017 von Michel Der Zakarian trainiert, der Frédéric Hantz ablöste.

### Ligazugehörigkeit
Erstklassig (Division 1, seit 2002 in Ligue 1 umbenannt) spielte der Klub 1932–1935, 1939–1943, 1944/45, 1946–1950, 1952/53, 1961–1963, 1981/82, 1987–2000, 2001–2004 und von 2009–2025.

### Logohistorie

SO Montpellier (1919–1970)
SC Montpellier Paillade (1975–1989)
SC Montpellier Paillade (1980er)
HSC Montpellier (1989–2004)
HSC Montpellier (seit 2004)

## Erfolge

### National
- Französischer Meister: 2012
- Französischer Pokalsieger: 1929, 1990 (und Finalist 1931, 1994)
- Ligapokalsieger: 1992

### International
- UEFA Intertoto Cup: 1999

## Europapokalbilanz
| Saison    | Wettbewerb                  | Runde         | Gegner              | Gesamt          | Hin     | Rück          |
| --------- | --------------------------- | ------------- | ------------------- | --------------- | ------- | ------------- |
| 1988/89   | UEFA-Pokal                  | 1. Runde      | Benfica Lissabon    | 1:6             | 0:3 (H) | 1:3 (A)       |
| 1990/91   | Europapokal der Pokalsieger | 1. Runde      | PSV Eindhoven       | 1:0             | 1:0 (H) | 0:0 (A)       |
| 1990/91   | Europapokal der Pokalsieger | 2. Runde      | Steaua Bukarest     | 8:0             | 5:0 (H) | 3:0 (A)       |
| 1990/91   | Europapokal der Pokalsieger | Viertelfinale | Manchester United   | 1:3             | 1:1 (A) | 0:2 (H)       |
| 1996/97   | UEFA-Pokal                  | 1. Runde      | Sporting Lissabon   | 1:2             | 1:1 (H) | 0:1 (A)       |
| 1997      | UEFA Intertoto Cup          | Gruppenphase  | Gloria Bistrița     | 2:1             | 2:1 (A) |               |
| 1997      | UEFA Intertoto Cup          | Gruppenphase  | FK Čukarički        | 3:1             | 3:1 (H) |               |
| 1997      | UEFA Intertoto Cup          | Gruppenphase  | Spartak Warna       | 1:1             | 1:1 (A) |               |
| 1997      | UEFA Intertoto Cup          | Gruppenphase  | FC Groningen        | 3:0             | 3:0 (H) |               |
| 1997      | UEFA Intertoto Cup          | Halbfinale    | 1. FC Köln          | (a)2:2(a)       | 1:2 (A) | 1:0 (H)       |
| 1997      | UEFA Intertoto Cup          | Finale        | Olympique Lyon      | 2:4             | 0:1 (H) | 2:3 (A)       |
| 1999      | UEFA Intertoto Cup          | 2. Runde      | FK Qarabağ Ağdam    | 9:0             | 3:0 (A) | 6:0 (H)       |
| 1999      | UEFA Intertoto Cup          | 3. Runde      | Espanyol Barcelona  | 4:1             | 2:0 (A) | 2:1 (H)       |
| 1999      | UEFA Intertoto Cup          | Halbfinale    | MSV Duisburg        | 4:1             | 1:1 (A) | 3:0 (H)       |
| 1999      | UEFA Intertoto Cup          | Finale        | Hamburger SV        | 2:2 (3:0 i. E.) | 1:1 (H) | 1:1 n. V. (A) |
| 1999/2000 | UEFA-Pokal                  | 1. Runde      | Roter Stern Belgrad | 3:2             | 1:0 (A) | 2:2 (H)       |
| 1999/2000 | UEFA-Pokal                  | 2. Runde      | Deportivo La Coruña | 1:5             | 1:0 (A) | 2:2 (H)       |
| 2010/11   | UEFA Europa League          | 3. Runde      | Győri ETO FC        | 1:1 (3:4 i. E.) | 1:0 (A) | 0:1 n. V. (H) |
| 2012/13   | UEFA Champions League       | Gruppenphase  | FC Arsenal          | 1:4             | 1:2 (H) | 0:2 (A)       |
| 2012/13   | UEFA Champions League       | Gruppenphase  | FC Schalke 04       | 3:3             | 2:2 (A) | 1:1 (H)       |
| 2012/13   | UEFA Champions League       | Gruppenphase  | Olympiakos Piräus   | 2:5             | 1:2 (H) | 1:3 (A)       |

Gesamtbilanz: 38 Spiele, 14 Siege, 10 Unentschieden, 14 Niederlagen, 55:44 Tore (Tordifferenz +11)

## Aktueller Kader 2024/25
Stand: 6. Mai 2025
| Nr.        | Nat.                         | Name                | Geburtstag | im Verein seit | Vertrag bis |     |
| Tor        | Tor                          | Tor                 | Tor        | Tor            | Tor         | Tor |
| ---------- | ---------------------------- | ------------------- | ---------- | -------------- | ----------- | --- |
| 01         | Bosnien und Herzegowina      | Belmin Dizdarević   | 09.08.2001 | 2023           | 2028        |     |
| 16         | Kongo Demokratische Republik | Dimitry Bertaud     | 06.06.1998 | 2017           | 2025        |     |
| 40         | Frankreich                   | Benjamin Lecomte    | 26.04.1991 | 2023           | 2027        |     |
| Abwehr     |                              |                     |            |                |             |     |
| 02         | Elfenbeinküste               | Bamo Meïté          | 03.12.2001 | 2025           | 2025        |     |
| 03         | Guinea-a                     | Issiaga Sylla       | 01.01.1994 | 2023           | 2025        |     |
| 04         | Mali                         | Boubakar Kouyaté    | 15.04.1997 | 2023           | 2026        |     |
| 05         | Mali                         | Modibo Sagnan       | 14.04.1999 | 2024           | 2028        |     |
| 06         | Frankreich                   | Christopher Jullien | 22.03.1993 | 2022           | 2025        |     |
| 17         | Frankreich                   | Théo Sainte-Luce    | 20.10.1998 | 2022           | 2027        |     |
| 21         | Frankreich                   | Lucas Mincarelli    | 05.01.2004 | 2023           | 2027        |     |
| 27         | Schweiz                      | Bećir Omeragić      | 20.01.2002 | 2023           | 2028        |     |
| 29         | Kamerun                      | Enzo Tchato         | 23.11.2002 | 2022           | 2027        |     |
| 52         | Serbien                      | Nikola Maksimović   | 25.11.1991 | 2024           |             |     |
| 77         | Mali                         | Falaye Sacko        | 01.05.1995 | 2022           | 2026        |     |
| Mittelfeld |                              |                     |            |                |             |     |
| 11         | Frankreich                   | Téji Savanier       | 22.12.1991 | 2019           | 2026        |     |
| 12         | Frankreich                   | Jordan Ferri        | 12.03.1992 | 2019           | 2026        |     |
| 13         | Frankreich                   | Joris Chotard       | 24.09.2001 | 2019           | 2026        |     |
| 19         | Frankreich                   | Rabby Nzingoula     | 25.11.2005 | 2024           | 2025        |     |
| 22         | Marokko                      | Khalil Fayad        | 09.06.2004 | 2022           | 2027        |     |
| Sturm      |                              |                     |            |                |             |     |
| 09         | Algerien                     | Andy Delort         | 09.10.1991 | 2025           | 2025        |     |
| 10         | Tunesien                     | Wahbi Khazri        | 08.02.1991 | 2022           | 2025        |     |
| 14         | Marokko                      | Othmane Maamma      | 06.10.2005 | 2024           | 2027        |     |
| 18         | Frankreich                   | Nicolas Pays        | 07.07.2003 | 2025           |             |     |
| 28         | Kamerun                      | Glenn Ngosso        | 12.01.2004 | 2024           |             |     |
| 70         | Frankreich                   | Tanguy Coulibaly    | 18.02.2001 | 2023           | 2026        |     |

## Bekannte ehemalige Spieler
- Henri Augé (1960–1968, 1975–1977)
- Pascal Baills (1983–1991, 1995–2000)
- Ibrahima Bakayoko (1996–1998)
- Cédric Barbosa (1997–2003)
- Younès Belhanda (2009–2013)
- Gérard Bernardet (1986–1989)
- Laurent Blanc (1983–1991)
- Rémy Cabella (2009–2014, 2022)
- Souleymane Camara (2007–2020)
- Éric Cantona (1989–1990)
- Bruno Carotti (1992–1995, 2001–2009)
- Júlio César (1987–1990)
- René Dedieu (1926–1933)
- Andy Delort (2018–2021)
- Alain Dessons (1959–1969)
- Fabrice Divert (1991–1997)
- Nenad Džodić (1997–2004, 2007–2011)
- Daniel Congré (2012–2021)
- Abdelkader Ferhaoui (1983–1993, 1996–1998)
- Jean-Louis Gasset (1975–1985)
- Olivier Giroud (2010–2012)
- Vincent Guérin (1989–1992)
- Vitorino Hilton (2011–2021)
- Geoffrey Jourdren (2006–2017)
- Joseph Kaucsar (1931–1940)
- Franck Lucchesi (1986–1992)
- Abderrahman Mahjoub (1960–1963)
- Mapou Yanga-Mbiwa (2007–2013)
- Roger Milla (1986–1989)
- Víctor Hugo Montaño (2005–2010, 2013–2015)
- Gérald Passi (1981–1983)
- Laurent Robert (1994–1999)
- Albert Rust (1987–1990)
- Christophe Sanchez (1992–1998)
- Christian Sarramagna (1979–1982)
- Benjamin Stambouli (2010–2014)
- Bill Tchato (2000–2003)
- Sékou Touré (1961–1962)
- Jean-Marc Valadier (1976–1978,  1982–1989)
- Carlos Valderrama (1988–1991)
- Jacques Vergnes (1967–1968, 1979–1982)
- Michel Der Zakarian (1988–1997)

## Frauenfußball
Die Frauenabteilung des MHSC entstand erst 2001, als sich die Spielerinnen des Erstligisten Entente Montpellier Le Crès dem Verein anschlossen. Bereits 2004 und erneut 2005 gewannen sie die französische Fußballmeisterschaft und spielen auch 2019/20 in der höchsten nationalen Liga. 2006 erreichten sie das Halbfinale im europäischen Meisterwettbewerb. Auch im französischen Landespokal waren Montpelliers Frauen mit drei Titeln und vier weiteren Endspielteilnahmen sehr erfolgreich.
Aus den Reihen des Klubs gingen zahlreiche Nationalspielerinnen hervor; die Titelgewinne sind aber insbesondere mit vier Namen verbunden: Hoda Lattaf spielte von 2001 bis 2006 und erneut seit Anfang 2009 für das Ligateam des MHSC, Élodie Ramos und Ludivine Diguelman sogar durchgehend seit 2002 beziehungsweise 2003; alle drei blieben dort bis zum Sommer 2014. Sarah M’Barek wirkte von 2001 bis 2005 als Spielerin und anschließend – als Nachfolgerin von Patrice Lair – bis 2013 als Cheftrainerin bei Montpellier.

### Erfolge
- Französischer Meister: 2004, 2005
- Französischer Pokalsieger: 2006, 2007, 2009 (und Finalistinnen 2003, 2010, 2011, 2012, 2015)